# 瀬戸啓太
瀬戸 啓太は、日本の俳優、モデルである。兵庫県出身。

## 来歴
- 母親が過去に役者をやっていた影響もあり、高校2年生の時に母親と姉がオーディションに応募した事がきっかけで芸能界入り[2]。
- ワタナベエンターテイメントスクールに16期生として所属。副リーダーを務めた[3]。
- WES卒業後、オウサムに所属[4]。
- Be Withプロデュース「Innocent World -千年の夜と百億の邂逅-」カルマ役にて舞台デビュー。
- 2016年2月、オトメステージVol,3「マフィアモーレ☆」にてアルバ役として初主演・初座長を務めた[5]。
- 2017年8月31日をもって株式会社オウサムを退社。フリーランスでの活動継続を発表。[6]
- 2017年12月28日、ゴッドフィールドプロモーションへの所属を発表。[7]
- 2024年3月31日をもってゴッドフィールドプロモーションを退所。フリーランスでの活動継続を発表。[8]

## 人物
- 4人きょうだい（兄・姉・姉）の末っ子[2]。
- 趣味は殺陣と身体を動かすこと。[1]
- 特技は野球と水泳。水泳は幼稚園から小学4年生までと、高校の部活でやっており、高校では自由形で県大会への出場経験もある[2]。
- 芸能界入りをするまでの将来の夢は美容師[2]。
- 性格は人見知りで、次に出る舞台の話をすると「どうせおまえ、またしゃべれないんだろ？」と言われてしまう[2]。
- 休みの日はボーっとして過ごすことが好き[2]。
- 以前Twitterであだ名を募集を行った。アンケートの結果で｢せとっち｣に決定したが、そこまで定着していない。[9]

## 出演
主演は役名を太字で表記

### 舞台
- Be Withプロデュース『Innocent World -千年の夜と百億の邂逅-』（2014年6月25日 - 29日、品川六行会ホール）- カルマ 役[10]
- 舞台『欲張りの行方』（2014年8月10日、JOY JOY STATION）[11]
- 舞台『弱虫ペダル』- パズルライダー
  - 舞台『弱虫ペダル 箱根学園篇〜野獣覚醒〜』（2014年10月23 - 26日、シアターBRAVA!、10月30日 - 11月23日、六本木ブルーシアター）[12]
  - 舞台『弱虫ペダル インターハイ篇The WINNER』（2015年3月6日 - 15日、日本青年館大ホール / 3月19日 - 22日、シアターBRAVA! / 3月26日 - 29日、キャナルシティ劇場）[13]
- 舞台『STORM LOVER 〜波打ち際の王子SUMMER 改！〜』（2015年5月23日 - 31日、CBGKシブゲキ!!）- 椎名 役[14]
- 舞台『CLOCK ZERO 〜終焉の一秒〜 Re-verse-mind』（2015年7月25日 - 8月2日、シアターサンモール）- 放浪者 役[15]
- はっぴぃはっぴぃどりーみんぐ
  - はぴどりlive stage vol.1『JYUKAI-DEN』（2015年9月8日 - 13日、明石スタジオ）- 硯 役[16]
  - はっぴぃはっぴぃどりーみんぐVol.10『JYUKAI-DEN -桃源-』（2016年3月3日 - 8日、CBGKシブゲキ!!）- 硯 役[17]
  - はぴどりlive stage vol.2『JYUKAI-DEN-KINGS-』（2016年12月20日 - 25日、ウエストエンドスタジオ）- トリプル主演・硯 役[18]
- 舞台『選べるのなら』（2015年12月19日 - 20日、ひつじ座）[19]
- オトメステージVol,3『マフィアモーレ☆』（2016年2月3日 - 7日、新宿村LIVE）- 主演・アルバ 役[20]
- 『世界は僕のCUBEで造られる・2016』〜Premiere Edit Ver.〜 （2016年6月15日 - 26日、サンモールスタジオ）- シド（憎しみのキューブ）役[21]
- 『＊アプリ男子＊DIGITAL☆LOVERS』（2016年7月27日 - 31日、サンモールスタジオ）- 主演・白夜 役[22]
- 舞台『Bank Bang Lesson!!』（2016年8月30日 - 9月4日、品川六行会ホール）- 銀行員3 役[23]
- 森の石松外伝 石松と祓い屋団十郎（2016年10月22日 - 30日、六本木俳優座劇場）- 一馬 役[24]
- ［Otona Project 第五弾］演劇ユニット【爆走おとな小学生】第三回全校集会 『初等教育ロイヤル』（2016年11月23日 - 27日、新宿村LIVE）（2016年11月23日 - 27日、新宿村LIVE）- 主演・あきよし 役[25]
- 舞台『鬼切丸伝 〜源平鬼絵巻〜』（2017年1月18日 - 22日、品川六行会ホール）- 赤鬼丸 役[26]
- 舞台『むばたまの夜に降る白雪の月影』（2017年3月28日 - 4月2日、日暮里d-倉庫）- W主演・アシュ 役[27]
- MARKER LIGHT BLUE - リュビ 役
  - MARKER LIGHT BLUE Deeper マーカライト・ブルー ディーパー（2017年5月3日 - 7日、新宿シアターサンモール）[28]
  - MARKER LIGHT BLUE Crimson マーカライト・ブルー クリムゾン（2017年11月8日 - 12日、新宿村LIVE）[29]
- 夢舞台 艶が〜る - 藍屋秋斉 役
  - 夢舞台 艶が〜る 初宴（2017年6月17日 - 25日、新宿村LIVE）- 主演[30]
  - 夢舞台 艶が〜る 弍宴 土方編（2018年6月27日 - 7月1日、新宿村LIVE）[31]
- LIVEDOGプロデュース『ファントム・チューニング～調霊探偵・四十万八十二の事件簿～』（2017年8月2日 - 6日、新宿村LIVE）- 九条冬彦 役[32]
- 舞台『止まれない12人』（2017年8月30日 - 9月3日、新宿シアターサンモール）- 北川 役[33]
- 舞台『野畑の飼ってた宇宙人』（2017年10月18日 - 22日、シアターグリーンBIG TREE THEATER）- 日出ヒナタ 役[34]
- 君の願いは雪となる（2018年2月15日-2月18日　萬劇場）- 浜田希望 役[35]
- ASSH Annex #1　『君よ叫べ、其ノサガノ在ルガ儘ニ』（2018年3月24日 - 4月1日、サンモールスタジオ）- 外道丸 役[36]
- 2.5次元ダンスライブ - 奥井翼 役
  - 2.5次元ダンスライブ「S.Q.S」Episode 1『はじまりのとき -Thanks for the chance to see you-』（2018年5月17日 - 27日、よみうり大手町ホール）[37]
  - 2.5次元ダンスライブ「S.Q.S」Episode 2『星芒の彼方-月野百鬼夜行綺譚-』（2018年11月1日 - 11日、ヒューリックホール東京）[38]
  - 2.5次元ダンスライブ「ツキステ。」第8幕『TSUKINO EMPEROR -Unleash your mind.-』（2019年3月27日 - 31日、舞浜アンフィシアター）※ゲスト出演[39]
  - 2.5次元ダンスライブ「S.Q.S」Episode 3『ROMEO - in the darkness -』（2019年4月25日 - 5月6日、ヒューリックホール東京）[40]
  - 2.5次元ダンスライブ「S.Q.S」Episode 4『TSUKINO EMPIRE2 -BEGINNING OF THE WORLD-』（2019年9月26日 - 29日、舞浜アンフィシアター）[41]
  - 2.5次元ダンスライブ「S.Q.S」Episode 5『篁志季消失事件』（2020年2月20日 - 3月1日、ヒューリックホール東京）[42]
  - 2.5次元ダンスライブ「S.Q.S」Episode 6 キソセカイステージ：zwei『アカイホノオ』（2021年3月25日 - 31日、ヒューリックホール東京）[43]
  - 2.5次元ダンスライブ「S.Q.S」Episode 7『斬心 -千五百秋の朝に。-』（2021年12月2日 - 12日、ヒューリックホール東京）[44]
  - 2.5次元ダンスライブ「ツキステ。」第12幕『裏斬心 -Children are sometimes ruthless and cruel.-』（2022年3月25日 - 4月3日、日本青年館ホール）※ゲスト出演
  - 2.5次元ダンスライブ「S.Q.S」Episode 8『SCHOOL REVOLUTION あの頃の僕らは』（2022年12月2日 - 12日、サンシャイン劇場）[45]
  - 2.5次元ダンスライブ「S.Q.S」Episode 9『The Freely』（2023年6月15日 - 25日、I’M A SHOW）[46]
  - 2.5次元ダンスライブ「S.Q.S」Episode 10『月野奇譚 太極伝奇 -干戈騒乱-』(2024年1月19日 - 28日、草月ホール)[47]
  - 2.5次元ダンスライブ「ALIVESTAGE」＆「S.Q.S」合同ライブ『ROCKOOL FES 2024』（2024年11月20日 - 24日、東京ドームシティ シアターGロッソ）[48]
  - 2.5次元ダンスライブ「ツキプロステージ」合同ライブ『LUNATIC FES 2025 ～NOBLE FLOWERS～』（2025年3月26日 - 30日、日本青年館ホール）[49]

- ホチキスボイルド『ケルベロス』（2018年8月7日 - 12日、東京芸術劇場シアターイースト）[50]
- BACK COAT～裏裁判～（2018年11月27日 - 12月2日、日暮里d-倉庫）- Aキャスト[51]
- 青春歌闘劇バトリズムステージ - タイガ 役
  - 青春歌闘劇バトリズムステージ WAVE（2018年1月25日 - 2月3日、新宿シアターサンモール）[52]
  - 青春歌闘劇バトリズムステージ NOTICE（2020年1月15日 - 22日、草月ホール）- W主演[53]
- 舞台『アンフェアな月』第2弾～刑事 雪平夏見シリーズ～『殺してもいい命』（2019年6月21日 - 30日、サンシャイン劇場）- 神雅臣 役[54]
- MISSON IN B.A.C THE STAGE（2019年7月2日・7月5日、高田馬場ラビネスト）[55]
- 舞台『マジシャンズ・イン・サカーランド』（2019年8月28日 - 9月1日、劇場MOMO）- W主演・TEAM♣ ミズキ 役[56]
- ふるあめりかに袖はぬらさじ 再演（2019年10月18日 - 27日、博多座 / 11月3日 - 27日、明治座）- 小山 役[57]
- 朗読劇『KIRA☆メキBOYS～イケメン養成塾の華麗なる日常～』（2020年7月28日 - 8月2日、新宿村LIVE）- 久世伊織 役[58] ※8月1日・2日公演は中止
- IdentityV STAGE Episode3『Cry for the moon』（2020年9月10日 - 18日、立川ステージガーデン）- マイク・モートン 役[59]
- 舞台『真夜中のオカルト公務員』（2020年10月29日 - 11月7日 新宿FACE）- 狩野一悟 役[60]
- 音楽劇『黒と白 -purgatorium- ad libitum』第二幕（2020年11月27日 - 12月6日、ヒューリックホール東京）- 無私・メタトロン 役[61]
- KingLEAR&MACBETH 2021（2021年8月5日 - 14日、ニッショーホール）- エドマンド / メンティース 役[62]
- RUST RAIN FISH（2021年9月23日 - 10月3日、紀伊国屋サザンシアターTAKASHIMAYA / 10月15日 - 17日、COOL JAPAN PARK OSAKA TTホール）- team White 黒木3(仮) 役[63]
- スマホ連動”ヒロイン体験 朗読劇”『恋人は公安刑事』from 100シーンの恋＋（2022年1月13日 - 16日、赤坂RED/THEATER）- 加賀兵吾 役 ※13日のみ出演[64]
- 舞台『ぼくらの七日間戦争2022』（2022年2月2日 - 6日、東京建物 Brillia HALL）- 相原徹 役[65] ※2月2日・3日公演は中止
- 朗読劇『Wizards Storia-luceat-』（2022年4月28日 - 5月1日、DDD青山クロスシアター）- フィロン 役
- 『アニドルカラーズ キュアステージ -Jump to the Future-』（2022年5月27日 - 31日、オルタナティブシアター）- 十郷理 役
- 舞台『BOYS DOLL HOUSE〜はい！よろこんで！〜』（2022年10月7日 - 10日、新宿村LIVE）- リオン 役[66]
- Monkey Works Vol.09『憧れのサンパチマイク』（2022年11月2日 - 6日、新宿シアターサンモール）
- 舞台『トムラウシ』（2023年2月4日 - 12日、自由劇場）※ゲスト出演、9日・10日のみ出演
- 舞台『信長未満-転生光秀が倒せない-』（2023年3月23日 - 26日、KAAT 神奈川芸術劇場 ホール）- 利家 役[67]
- Asterism vol,07『NoLimit』（2023年5月3日 - 8日、シアターグリーンBIG TREE THEATER）- 圭吾 役[68]
- 舞台『新宿羅生門』（2023年9月22日 - 10月1日、こくみん共済coopホール/スペース・ゼロ）- 中沢颯 役
  - 舞台『新宿羅生門』薩長エージェンシー編（2025年1月18日 - 26日、こくみん共済coopホール/スペース・ゼロ）[69][70]
- 舞台『苦闘のラブリーロバー』（2023年10月4日 - 9日、シアターサンモール）※ゲスト出演、8日のみ出演
- バッキャローシリーズ第10弾（前編）『波のバッキャロー!!』〜それでも生きていく、「うつくしま、ふくしま」の物語〜（2023年10月25日 - 31日、シアターグリーン BOX in BOX THEATER）- 太田 天晴 役
- 劇団TEAM-ODAC 第42回本公演『舞台・破天荒フェニックス〜2023』（2023年12月6日 - 12日、こくみん共済coopホール/スペース・ゼロ）- 心の友 役[71]
- 舞台『COLOR CROW -黄靱之翼-』（2024年2月10日 - 18日、こくみん共済coopホール/スペース・ゼロ）- 凪沙ヒロ 役[72]
- ミュージカル『悪ノ娘』（2024年3月13日 - 17日、こくみん共済coopホール/スペース・ゼロ） - レオンハルト 役[73]
- バッキャローシリーズ第10弾（後編）『渚のバッキャロー!!』〜みんなで生きていく、「うつくしま、ふくしま」の物語〜（2024年4月10日 - 16日、シアターグリーン BOX in BOX THEATER）- 太田 天晴 役[74]
- 舞台『野球』飛行機雲のホームラン 〜Homerun of Contrail（2024年6月22日 - 30日、天王洲 銀河劇場 / 7月6日 - 7日、サンケイホールブリーゼ） - 大竹明治 役[75][76]
- 舞台『HOUSE〜7人の地縛霊〜』（2024年8月23日 - 9月1日、新宿シアターサンモール） - 武村大樹 役[77][78]
- 松本稽古企画公演「ココロ踊ル」supported by ENG vol.2『まうしずむ』（2024年11月13日 - 17日、六行会ホール） - 赤星茂 役[79]
- 期間限定劇団∞ 舞台『ディストレス』（2025年2月19日 - 24日、テアトルBONBON） - 泥棒 役[80]
- 片肌☆倶利伽羅紋紋一座「ざ☆くりもん」第33回ロングラン本公演 『六道追分』【第二期】（2025年4月30日 - 5月11日、シアターグリーン BASE THEATER） - 清吉 役[81]
- ミュージカル『信長〜朧本能寺〜』（2025年6月12日 - 16日、IMAホール） - 明智光秀 役[82]
- 舞台『THE VILLAINS～ダークフェルの悪夢～』（2025年7月9日 - 13日、六行会ホール） - シャーロック・ホームズ 役[83]
- Zu々10周年記念公演第二弾 『ダイアナ～それぞれのダイアナ～』（2025年9月3日 - 15日、横浜赤レンガ倉庫3Fホール）- 石橋優 役[84]

### 主なイベント
- 瀬戸啓太！初単独イベント！～たまたまBIRTH DAY～（2017年12月16日、Studio VAD ザ☆キッチンNAKANO）[85]
- オッドフェスｖｏｌ．2（2018年1月5日-1月6日、シダックスカルチャーホールA）[86]
- 「ツキステ。」＆「スケステ」台湾トークショー（2018年8月18日、漫画博覧会日本館）[87]
- 「ツキステ。」＆「スケステ」合同ダンスライブ『LUNATIC LIVE 2018 ver BLUE & RED』（2018年12月26・27日、大宮ソニックシティ大ホール）[88]
- 田中稔彦と瀬戸啓太のWで生誕祭！～米派とパン派の夢のコラボレーション～（2018年12月16日、アトリエファンファーレ東新宿）[89]
- S.Q.S単独ダンスライブ『BLAZING & FREEZING』（2019年3月3日、舞浜アンフィシアター）[90]
- 瀬戸啓太2019Calendarイベント（2019年3月10日、ビジョンセンター田町）[91]
- 瀬戸啓太1st写真集出版記念イベント（2020年9月19日、BSホール）[92]
- 舞台『新春歌闘劇バトリズムTheLIVE』（2022年1月2日・3日、ヒューリックホール東京）[93]
- ツキプロチャンネル48時間生配信2022（2022年11月5日・6日、YouTube・ニコニコ生放送）※6日のみ出演[94]
- ツキプロチャンネル48時間マジカルTV（2023年11月3日・4日、YouTube・ニコニコ生放送）※3日のみ出演[95]
- 舞台「新宿羅生門」続編公演 上演記念イベント（2024年10月20日、新宿村LIVE）[96][97]
- IdentityV STAGE 大感謝祭2025〜サバイバー&ハンター大集合!!〜（2025年4月11日- 13日、サンシャイン劇場）※11日のみ出演[98]

### テレビドラマ
- 信長未満 -転生光秀が倒せない-（2022年10月25日 - 12月27日、テレビ神奈川）- 利家 役[99]
- He/Meetsオリジナルドラマ『ぼくのかぞく。』（2023年4月5日 - 6月21日、TOKYO MX・BS日テレ）[100]

### 映画
- 短編映画『なんでも埋葬屋望月』（2015年8月8日公開）- 高原圭一 役[101]
- Vシネマ『同窓会』（2018年公開）[102]
- 劇場版 現代怪奇百物語 壱之章『7人の殺人ゲーム』（2019年9月29日公開）- 主演[103]
- バイバイ、ヴァンプ！（2020年2月14日公開）- 小倉勇気 役[104]
- 映画『縁側ラヴァーズ2』（2020年7月17日公開）- 石橋彰人 役[105]
- 映画『MISSION IN B.A.C THE MOVIE ～幻想と現実のan interval～』（2020年10月30日公開）- 蓮見ライキ 役[106]
- 映画『コネクション』（2022年2月25日公開）- 浜崎さとし 役[107]
- 映画『パラフィリア・サークル -Paraphilia Circle-』（2023年6月23日公開）- 森瀬京 役[108]

### webラジオ
- 木村敦のイケメンＳＣＲＡＭＢＬＥ(2017年12月23日　渋谷crossFM　シダックスカルチャービレッジ1F）[109]

### 書籍
- 2016年　JUNON5月号『今月の推し』[110]
- 2019年　2.5次元ダンスライブ「S.Q.S」公式ビジュアルブック CAST × TRIBUTE 2019　出版社：ムービック　2019年
- 2020年　瀬戸啓太1st写真集『SET UP』 出版社:インディペンデントワークス 2020年3月14日
- 2020年　2.5次元ダンスライブ「S.Q.S」公式ビジュアルブック CAST × TRIBUTE 2020　出版社:ムービック　2020年8月28日

### その他
- 中野ブロードウェイ50周年記念企画『PRIME☆STAR7』日野豊 役 (CV・act）[111]
- Allen suwaru Lab 第３回公演『ヘイキン。』（2017年6月27日 - 7月2日、阿佐ヶ谷アルシェ）6月29日ゲスト出演[112]
- 蒼海のティーダ ～Truth～ The Five God Chronicle・琉球編（2017年8月9日 - 13日、CBGKシブゲキ!!）※11日 13時公演 アフタートークショー ゲスト出演[113]
- Allen suwaru Lab 第４回公演『コシツ。』（2017年10月3日 - 8日、阿佐ヶ谷アルシェ）※10月5日ゲスト出演[114]
- 俳優チャット小説アプリ「KISSMILLe」『君としたい、キスがある～kiss6:朝日or湊～』 - 湊 役（2021年)[115]
- 俳優チャット小説アプリ「KISSMILLe」『SECRET IDENTITY ～アンサング・ヒーローズ～』 - 月岡 千冬 役（2023年)[116]
- 俳優チャット小説アプリ「KISSMILLe」『reRise - 女性総理と九人の参謀 -』 - 義川 荘助 役（2024年)[117]

## CD

### 「S.Q.S」シリーズ関連
| 発売日   | 商品名 | キャスト | 歌                                                |
| 2019年   | 2019年 | 2019年 | 2019年                                            |
| -------- | --- | --- | ------------------------------------------------- |
| 10月25日 | 2.5次元ダンスライブ「S.Q.S Episode4 『TSUKINO EMPIRE2 -Beginning of the World-』」メインテーマ「Beginning of the World」          | 篁志季役：日向野祥、奥井翼役：瀬戸啓太、世良里津花役：阿部快征、村瀬大役：小林涼 和泉柊羽役：田中稔彦、堀宮英知役：中尾拳也、久我壱星役：山中健太、久我壱流役：山中翔太 | 『Beginning of the World』                        |
| 2020年   | | |                                                   |
| 2月20日  | 2.5次元ダンスライブ「S.Q.S Episode5『篁志季消失事件』」メインテーマ「希望の鐘」                                                   | 篁志季役：日向野祥、奥井翼役：瀬戸啓太、世良里津花役：阿部快征、村瀬大役：小林涼 和泉柊羽役：田中稔彦、堀宮英知役：中尾拳也、久我壱星役：山中健太、久我壱流役：山中翔太 | 『希望の鐘』                                      |
| 2021年   | | |                                                   |
| 3月25日  | 2.5次元ダンスライブ「S.Q.S Episode6 『キソセカイステージ：zwei「アカイホノオ」』」メインテーマ「アカイホノオ ～Go On And On～」   | 篁志季役：日向野祥、奥井翼役：瀬戸啓太、世良里津花役：阿部快征、村瀬大役：小林涼 和泉柊羽役：田中稔彦、堀宮英知役：中尾拳也、久我壱星役：山中健太、久我壱流役：山中翔太 | 『アカイホノオ ～Go On And On～』                 |
| 12月2日  | 2.5次元ダンスライブ「S.Q.S Episode7 『斬心 - 千五百秋の朝に。-』」メインテーマ『斬心-無形ノ八重-』                                | 篁志季役：日向野祥、奥井翼役：瀬戸啓太、世良里津花役：阿部快征、村瀬大役：小林涼 和泉柊羽役：田中稔彦、堀宮英知役：中尾拳也、久我壱星役：山中健太、久我壱流役：山中翔太 | 『斬心-無形ノ八重-』                              |
| 2023年   | | |                                                   |
| 1月27日  | 2.5次元ダンスライブ「S.Q.S Episode 8『SCHOOL REVOLUTION あの頃の僕らは』」主題歌『SCHOOL REVOLUTION! −時計仕掛けのモラトリアム−』 | 篁志季役：塚本凌生、奥井翼役：瀬戸啓太、世良里津花役：阿部快征、村瀬大役：小林涼 和泉柊羽役：田中稔彦、堀宮英知役：中尾拳也、久我壱星役：山中健太、久我壱流役：山中翔太 | 『SCHOOL REVOLUTION! −時計仕掛けのモラトリアム−』 |

### 音楽劇『黒と白』シリーズ関連
| 発売日  | 商品名                                         | キャスト                                                                                      | 歌                     |
| 2021年  | 2021年                                         | 2021年                                                                                        | 2021年                 |
| ------- | ---------------------------------------------- | --------------------------------------------------------------------------------------------- | ---------------------- |
| 1月29日 | 音楽劇『黒と白-purgatorium- ad libitum』劇中歌 | 強欲・マモン 役：五十嵐拓人、無私・メタトロン 役：瀬戸啓太、怠惰・ベルフェゴール 役：岩佐祐樹 | 『Just take a step！』 |